# Air Philippines
PAL Express, gesetzlich bekannt als Air Philippines Corporation und zuvor Air Philippines und dann von 2010 bis 2013 Airphil Express bezeichnet, ist eine philippinische Fluggesellschaft im Besitz von Philippine Airlines mit Sitz in Pasay City und Basis auf dem Ninoy Aquino International Airport in Manila. Es ist die regionale Abteilung von PAL mit Dienstleistungen von seinen Drehkreuzen in Manila, Clark, Cebu und Davao.

## Geschichte
Air Philippines wurde am 13. Februar 1995 mit Sitz auf der United States Naval Base Subic Bay gegründet. Die Betriebsaufnahme erfolgte am 1. Februar 1996 mit einer Boeing 737-200 zwischen der US-Basis Subic-Bucht, Iloilo und Zamboanga City. Im April 1996 erhielt sie sechs NAMC YS-11. Im Jahr 1997 beförderte das Unternehmen 675.000 Passagiere, 1998 waren es 773.000.
Die Fluggesellschaft wurde mehrmals umbenannt, zuerst als Air Philippines, dann als Airphil Express, und ist jetzt als PAL Express bekannt. Nach einer Reihe von finanziellen Verlusten stellte Air Philippines den Betrieb ein, bis er von Investoren von Philippine Airlines übernommen wurde. Nach der Akquisition wurde die Fluggesellschaft als PAL Express neu gestartet und betrieb einige Strecken und Zeitnischen der Schwesterfirma Philippine Airlines, bis das Management beschloss, die Fluggesellschaft als Billigfluggesellschaft namens Airphil Express umzubenennen.
Im März 2013 gab der CEO des Unternehmens jedoch bekannt, dass der Name in PAL Express umgewandelt wird. Als Codeshare-Partner von Philippine Airlines arbeitet PAL Express als Full-Service-Carrier innerhalb eines Low-Cost-Modells.
PAL Express ist die Reaktion von Philippine Airlines auf die Dominanz von Cebu Pacific auf dem Billigflugsegment auf den Philippinen. Es hat PAL ermöglicht, sich auf den Premium-Markt zu konzentrieren, auf dem PAL keinen Wettbewerb zwischen anderen Fluggesellschaften hat. PAL Express verzeichnete nach seiner Einführung als Billigfluggesellschaft einen deutlichen Passagierzuwachs. Die Fluggesellschaft befindet sich derzeit im Flottenerfassungsmodus, um ihren regionalen Streckenerweiterungsplan zu unterstützen. PAL Express hält derzeit die Nr. 3 Position unter philippinischen Fluggesellschaften mit 19 % Marktanteil.
Im September 1998 wurde die Gesellschaft kurzzeitig durch die philippinische Flugaufsichtsbehörde gegroundet.
Im Mai 2001 erhielt Air Philippines zwei Boeing 737-300. Im selben Jahr nahm sie zusätzlich internationale Charterflüge auf, zunächst nach Hongkong, 2002 nach Brunei und 2004 nach Guangzhou in China.
Der Gesellschaftsname wurde am 27. März 2010 in Airphil Express geändert.
Am 15. März 2013 erfolgte eine Rückbenennung des Unternehmens in Air Philippines (offiziell Air Philippines Corporation), allerdings nutzt die Gesellschaft seitdem den Markenauftritt PAL Express. Im Zuge der Umbenennung betonte Ramon S. Ang, Präsident der Philippine Airlines, dass die neue Air Philippines nicht mehr eine reine Billigfluggesellschaft sei, sondern den Passagieren vollen Service bietet mit selbem Standard wie auch Philippine Airlines (kurz PAL). Trotz des nahezu gleichen Markenauftritts und Annäherung bei den Servicestandards bleiben die beiden Unternehmen rechtlich selbständige Fluggesellschaften. Die Besatzungen der Airphil Express wurden von Air Philippines übernommen.
Im Juni 2015 wurde die Gesellschaft, wie auch alle anderen philippinischen Fluggesellschaften, von der Liste der Betriebsuntersagungen für den Luftraum der Europäischen Union gestrichen.

## Flotte

### Aktuelle Flotte
Mit Stand März 2023 besteht die Flotte der Air Philippines aus 28 Flugzeugen mit einem Durchschnittsalter von 9,9 Jahren:

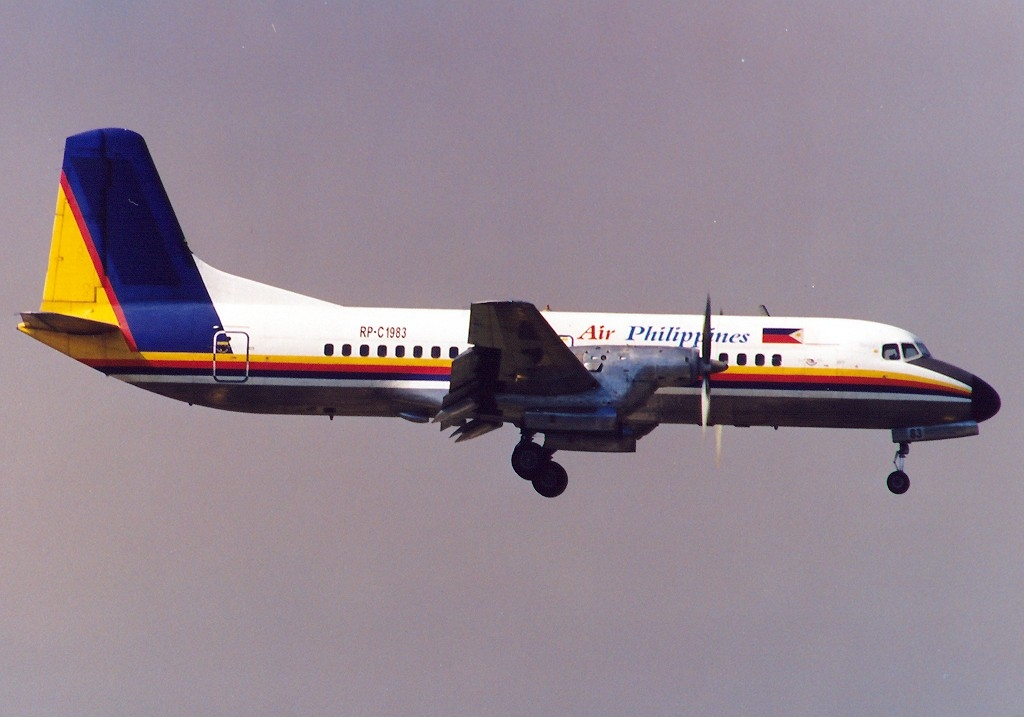
Eine NAMC YS-11 der Air Philippines

| Flugzeugtyp            | Total | Bestellungen | Kabinen-Konfiguration (Business/Eco+/Eco) | Vermerke                                |
| ---------------------- | ----- | ------------ | ----------------------------------------- | --------------------------------------- |
| Airbus A320-200        | 13    | -            | 156 (12/-/144)                            | zwei inaktiv                            |
| Airbus A321-200        | 04    | -            | 156 (12/-/187)                            | zwei inaktiv; mit Winglets ausgestattet |
| De Havilland DHC-8-400 | 11    | -            | 76 (-/-/76)                               | drei inaktiv                            |
| Total                  | 28    | -            |                                           |                                         |

### Ehemalige Flugzeugtypen
- De Havilland DHC-8-300
- NAMC YS-11

## Zwischenfälle

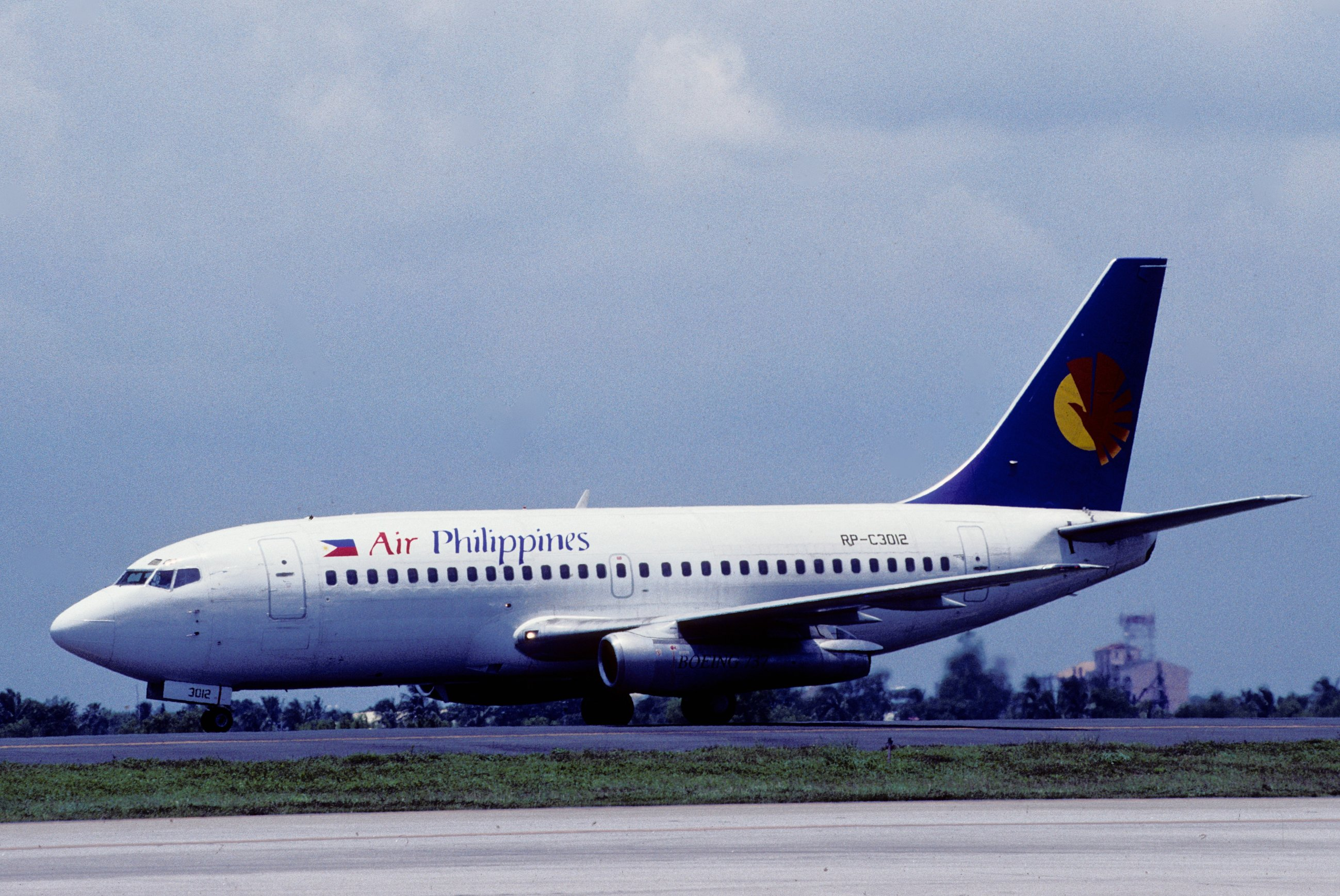
Eine der am 19. April 2000 verunglückten Boeing 737-200 ähnliche Maschine

Die Gesellschaft verzeichnete in ihrer Geschichte zwei gravierende Zwischenfälle:
- Am 24. Juni 1996 verunglückte eine NAMC YS-11-100 (Luftfahrzeugkennzeichen RP-C1981) bei einer missglückten Landung auf dem Flughafen Naga. Dabei wurden 36 Personen an Bord getötet.[11]

- Am 19. April 2000 wurde eine Boeing 737-200 (Luftfahrzeugkennzeichen RP-C3010) der Air Philippines in der Nähe von Davao City ins Gelände geflogen, wobei alle 131 Menschen an Bord ums Leben kamen (siehe auch Air-Philippines-Flug 541).[12]